# Lathyrus splendens
Чина блискуча (Lathyrus splendens) — вид рослини родини бобові.

## Назва
В англійській мові має назву «Горох кампо» (англ. Campo pea) та «Гордість Каліфорнії» (англ. pride of California).

## Будова
Багаторічна листопадна рослина з великими червоними квітами 60-120 см заввишки. Може рости як кущ чи як ліана, що видирається за допомогою вусиків по чапаралю до сонця. Квіти приманюють метеликів та колібрі.

## Поширення та середовище існування
Зростає у Мексиці, Баха-Каліфорнія та США, Сан-Дієго (округ, Каліфорнія).

## Галерея

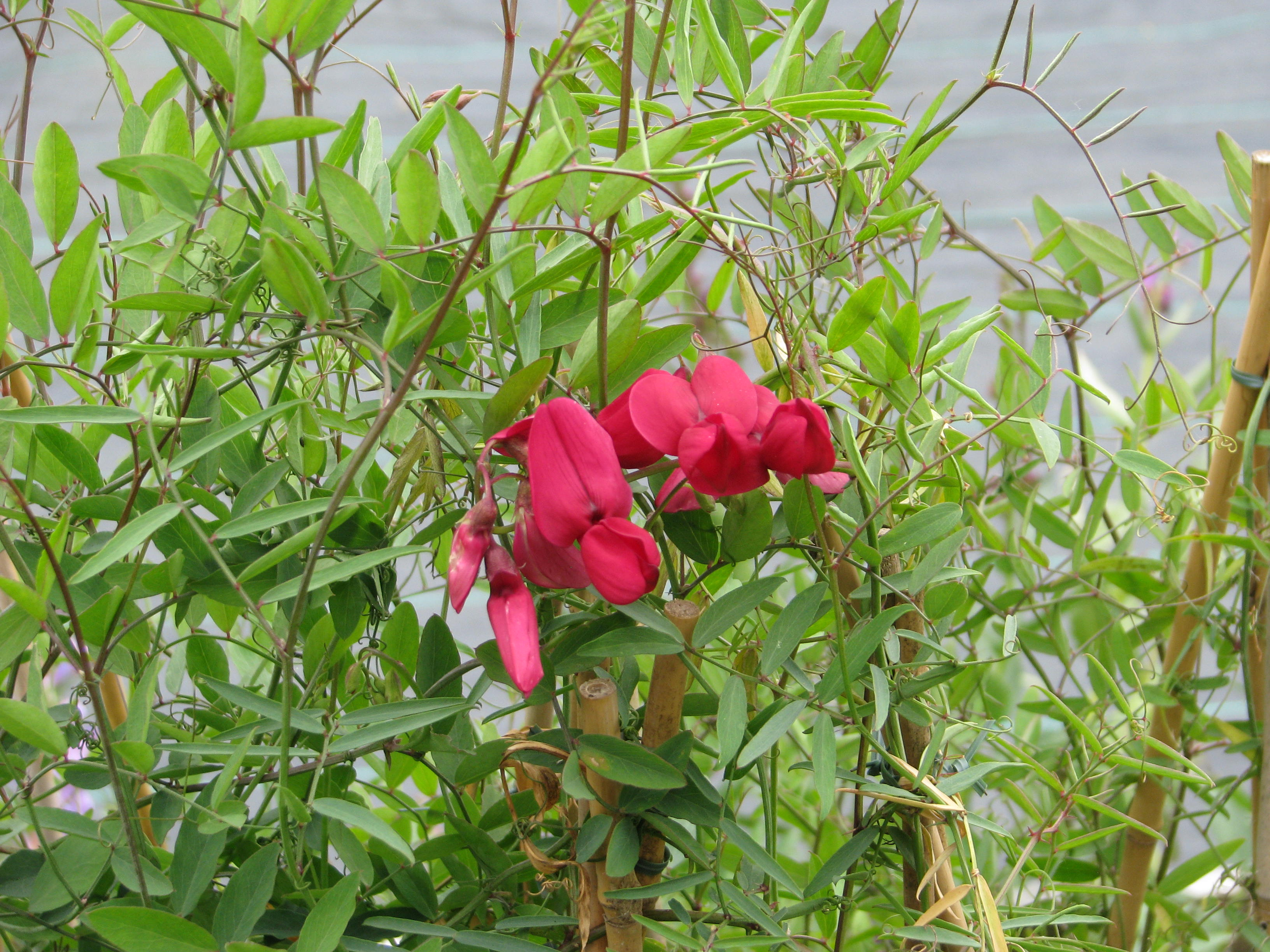
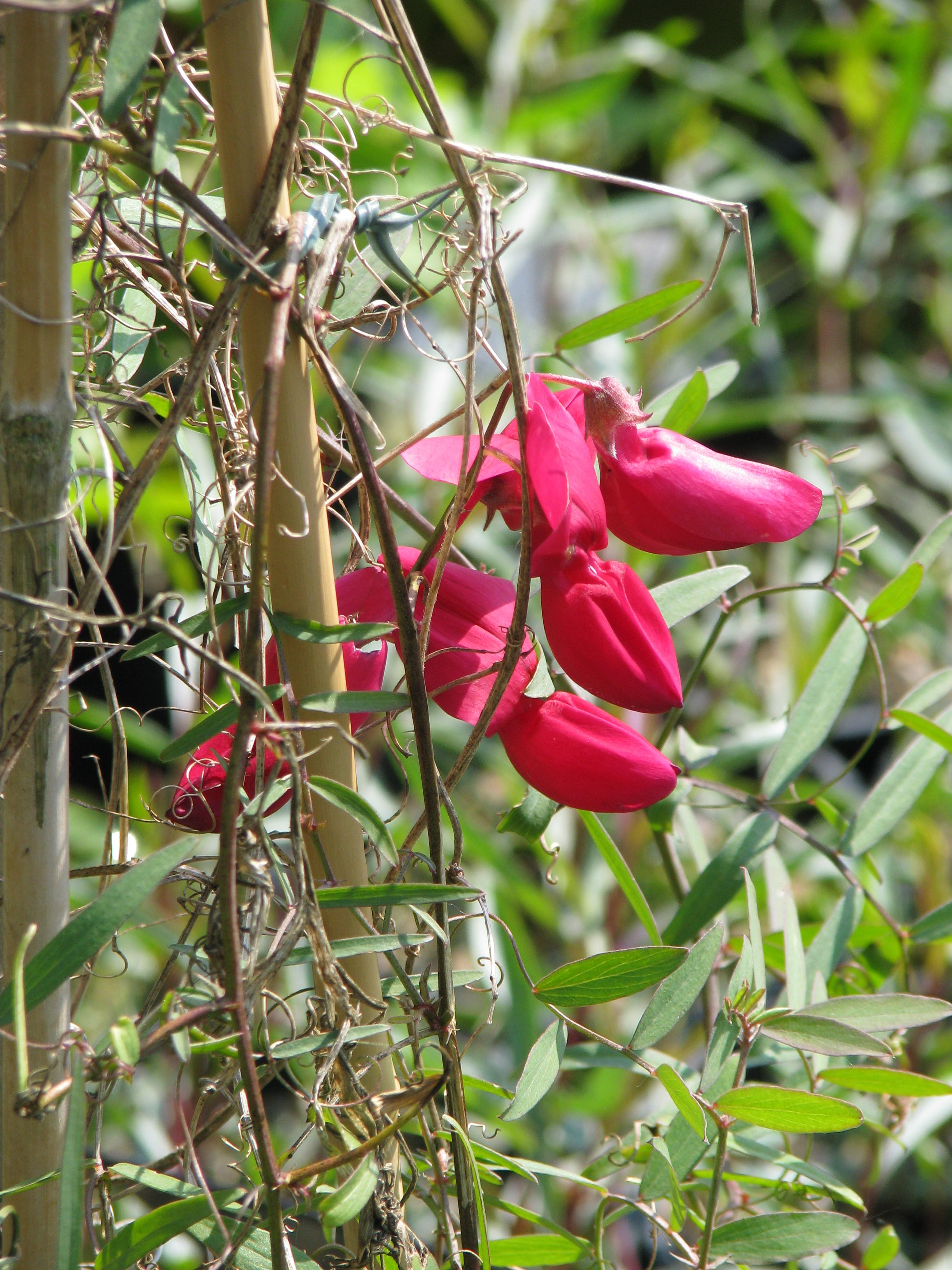
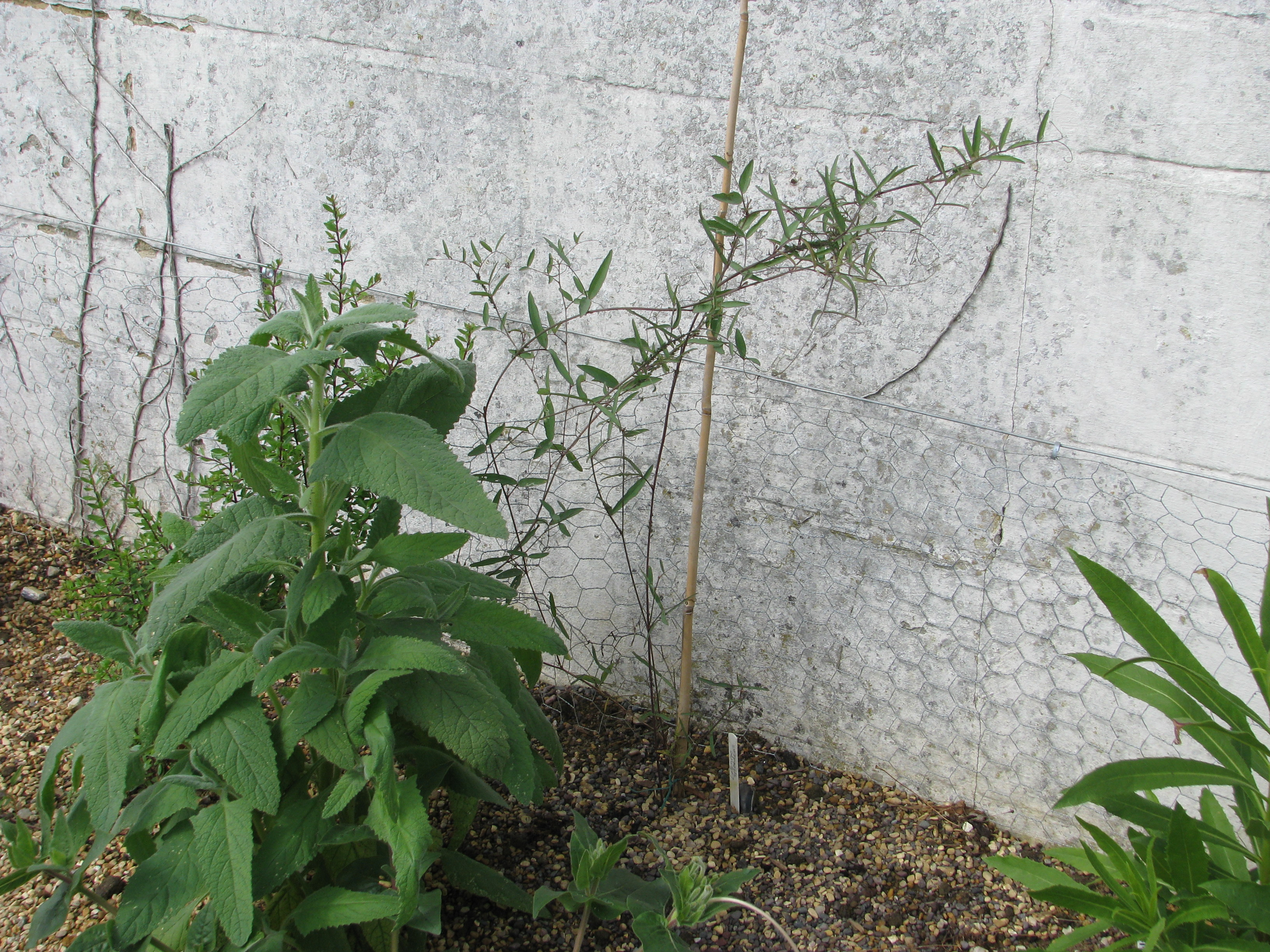